# Alan Wells
Alan Arthur Wells (* 1. Mai 1924 in Goffs Oak, Hertfordshire; † 8. November 2005) war ein britischer Ingenieur. Er ist bekannt für seine Forschungen zur Riss- und Sprödbruchmechanik und für die Wells-Turbine.
Von 1964 bis 1977 war er Professor für Bauwissenschaften (Structural Science) an der Queen’s University in Belfast. Von 1951 bis 1964 sowie ab 1977 bis zu seinem Ruhestand 1988 war er bei der British Welding Research Association (BWRA, Britische Schweißtechnik-Forschungsgesellschaft) beschäftigt. Zuletzt arbeitete er an Wellenenergiemaschinen und entwickelte in den späten 1980er Jahren die innovative Wells-Turbine, die sich auch bei wechselnden Luftströmen immer in der gleichen Richtung dreht.